# Suisse saxonne
Pour les articles homonymes, voir Suisse (homonymie).
La Suisse saxonne (en allemand Sächsische Schweiz) est un macrogéochore de la région naturelle des montagnes et hauts-plateaux de Saxe. Elle comprend la partie allemande du massif gréseux de l'Elbe. Elle se situe entre Pirna, au sud-est de Dresde, et la frontière avec la République tchèque au-delà de laquelle le massif a été appelé « Paradis de Bohême ».
Connue pour ses étonnantes formations rocheuses de grès, la Suisse saxonne est un parc naturel national depuis 1990. Son nom remonterait à la visite d'Adrian Zingg et Anton Graff au XVIIIe siècle. Ces deux artistes suisses auraient été frappés par la ressemblance avec le Jura. Ces mêmes paysages ont aussi inspiré des artistes romantiques comme le peintre Ludwig Richter ou le compositeur Carl Maria von Weber.
Traversée par l'Elbe, la Suisse saxonne abrite plusieurs places fortes construites pour protéger les routes commerciales qui empruntent la vallée de l'Elbe, comme la forteresse de Königstein et le château de Hohnstein. Certains de ces châteaux-forts sont ensuite devenus des repaires de brigands.
La région est également réputée pour la pratique de l'escalade sur les hautes falaises et les aiguilles gréseuses.
Bad Schandau est le centre touristique le plus important de la Suisse saxonne.

## Films tournés en Suisse saxonne
- 1923 : Die Schlucht des Todes (Le Ravin de la mort) de Luciano Albertini et Albert-Francis Bertoni
- 1924 : Mister Radio de Nunzio Malasomma

## Voir aussi

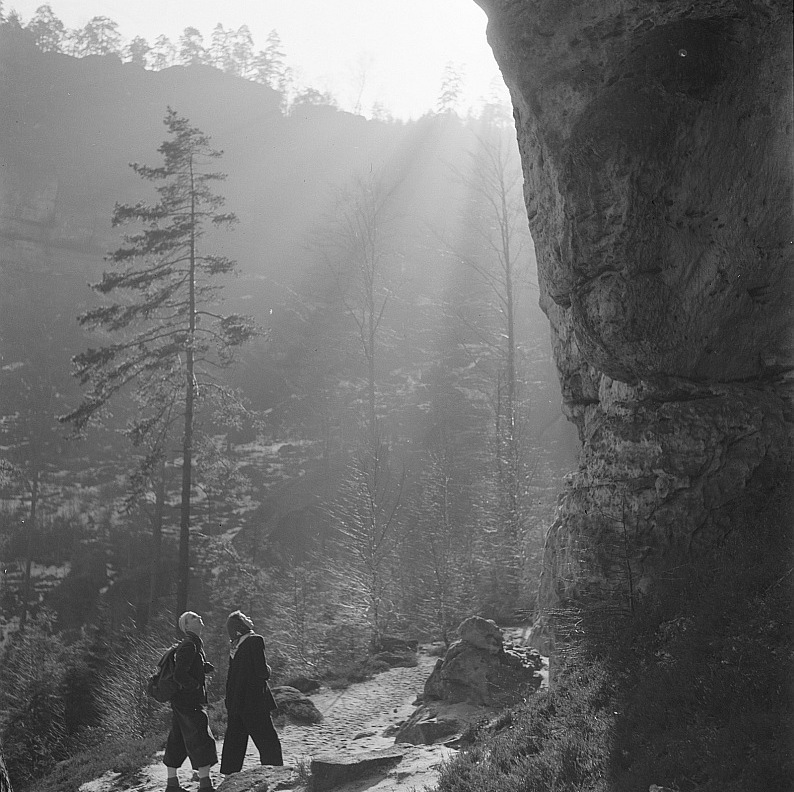
Le Winterstein Photo de 1963 de Richard Peter.
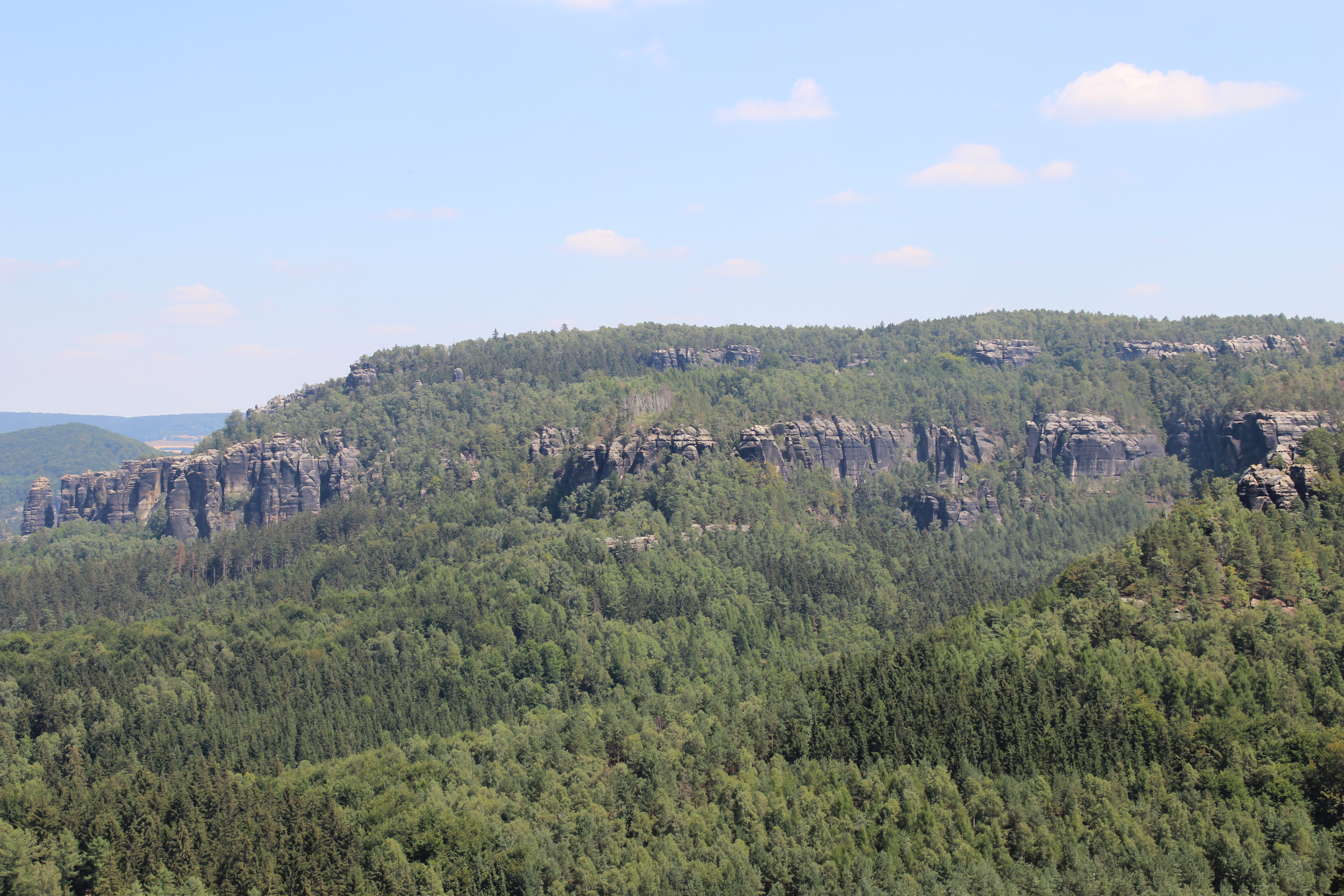
Affensteine
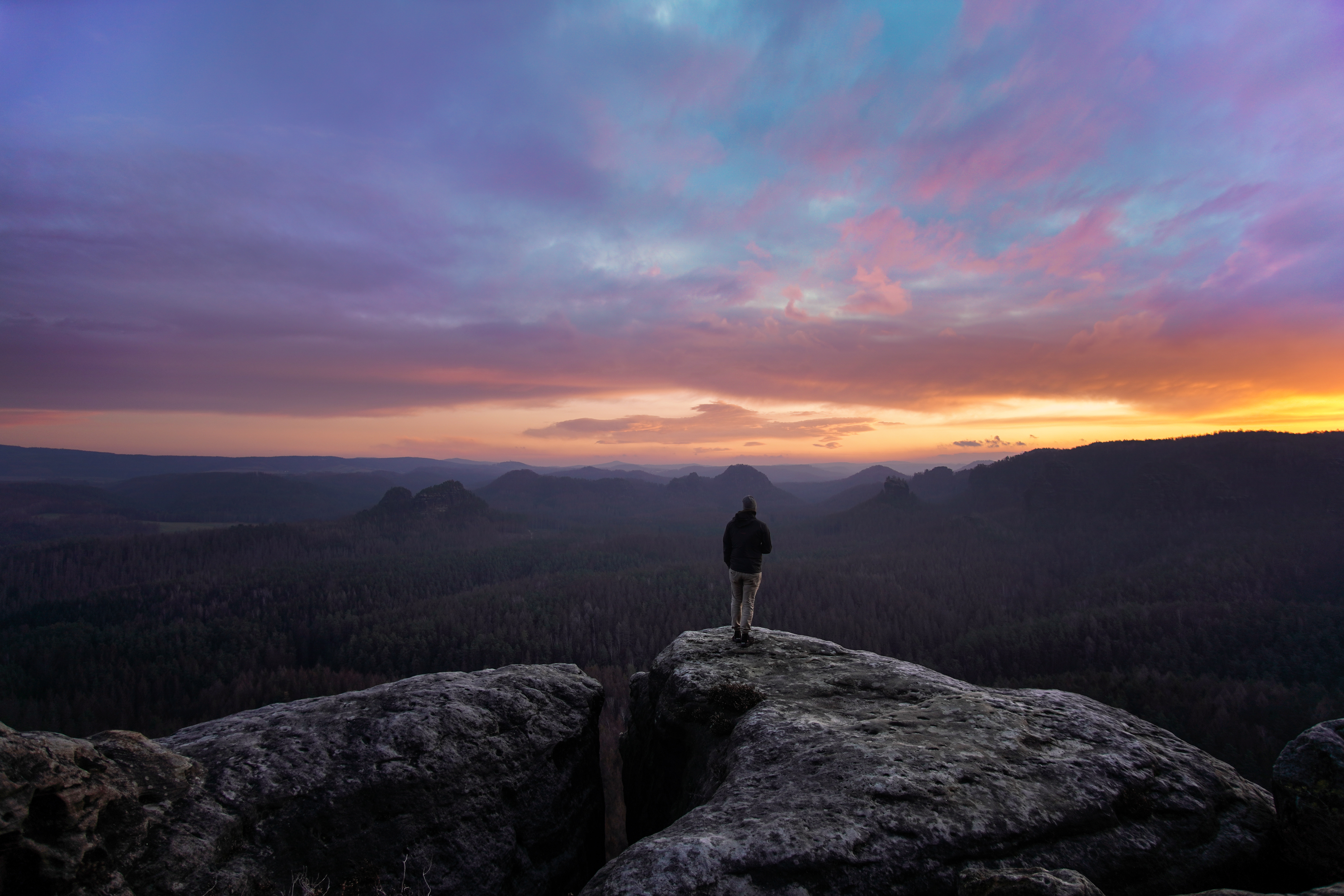
Paysage de la Suisse saxonne depuis le Kleiner Winterberg (Sächsische Schweiz). Décembre 2019.